# Buda (okręg Prahova)
Buda – wieś w Rumunii, w okręgu Prahova, w gminie Ariceștii Rahtivani. W 2011 roku liczyła 496 mieszkańców.